# Đặng Nhật Minh
Đặng Nhật Minh (sinh ngày 11 tháng 5 năm 1938) là một nhà làm phim kiêm chính trị gia, người Việt Nam đầu tiên nhận giải thưởng Thành tựu trọn đời tại một liên hoan phim quốc tế. Ông nổi tiếng với những bộ phim như Đừng đốt, Cô gái trên sông, Thương nhớ đồng quê, Mùa ổi; đặc biệt Bao giờ cho đến tháng Mười được nhiều hãng thông tấn đánh giá là một trong những phim châu Á hay nhất mọi thời đại. Ông được đánh giá là một trong những đạo diễn hàng đầu của điện ảnh Việt Nam.
Khởi đầu với những bộ phim tài liệu theo sự phân công của hãng phim và nhà nước Việt Nam, Đặng Nhật Minh dần có những tác phẩm cho riêng mình. Kiên trì với nguyên tắc chỉ đạo diễn những bộ phim do chính mình viết kịch bản, ông đã tạo nên những tác phẩm có sự đồng nhất về mặt biểu đạt cũng như mang đậm phong cách đặc trưng cá nhân. Ngoại trừ hai tác phẩm đầu tay, gần như toàn bộ các bộ phim điện ảnh của Đặng Nhật Minh đều giành được các giải thưởng trong và ngoài nước. Bên cạnh việc làm phim, ông còn từng là tổng thư ký Hội Điện ảnh Việt Nam.
Thành công trong nước với Thị xã trong tầm tay, Đặng Nhật Minh bắt đầu được thế giới biết đến khi Bao giờ cho đến tháng Mười trở thành bộ phim Việt Nam đầu tiên được công chiếu tại Hoa Kỳ và nhận được giải thưởng của Ủy ban Bảo vệ hòa bình tại Liên hoan phim quốc tế Moskva diễn ra tại Liên Xô. Sau đó, Thương nhớ đồng quê đã giúp ông khẳng định vị trí của mình khi chiến thắng giải Kodak tại Liên hoan phim châu Á-Thái Bình Dương, giải châu Á hay nhất của NETPAC tại Liên hoan phim quốc tế Rotterdam cùng hàng loạt giải thưởng khác. Với những đóng góp cho điện ảnh Việt Nam, ông được phong tặng danh hiệu Nghệ sĩ nhân dân cũng như được trao tặng Giải thưởng Hồ Chí Minh chuyên ngành điện ảnh và giải thưởng Lớn thuộc Giải thưởng Bùi Xuân Phái – Vì tình yêu Hà Nội.

## Cuộc đời
Đặng Nhật Minh sinh ngày 11 tháng 5 năm 1938 tại Thừa Thiên Huế. Mẹ ông là bà Tôn Nữ Thị Cung, con gái của Tôn Thất Đàn, thượng thư bộ Hình dưới triều Khải Định. Cha ông là Giáo sư Đặng Văn Ngữ, một bác sĩ đầu ngành nghiên cứu về ký sinh trùng của Việt Nam. Đặng Nhật Minh là con trai trưởng cùng với hai người em gái Đặng Nguyệt Ánh và Đặng Nguyệt Quý. Hai năm sau khi cha ông qua đời tại Quảng Trị vào năm 1967, người em gái út Đặng Nguyệt Quý của ông cũng mất vì bệnh ở Liên Xô. Người em gái thứ hai của ông, bà Đặng Nguyệt Ánh sau này lấy bằng tiến sĩ vật lý và công tác tại Viện Năng lượng nguyên tử Việt Nam.
Khi còn nhỏ, Đặng Nhật Minh chủ yếu sống ở quê nội và quê ngoại là An Cựu và Lại Thế. Sau khi kết thúc chương trình học 4 năm ở trường An Cựu, ông bắt đầu theo học Trường Khải Định (nay thường được gọi là Trường Quốc học Huế). Đến năm 1950, gia đình ông nhận được tin giáo sư Đặng Văn Ngữ đã trở về Việt Nam sau nhiều năm đi du học tại Nhật Bản, mẹ ông đã đưa ba anh em lên Việt Bắc để đoàn tụ. Đặng Nhật Minh tiếp tục việc học ở Việt Bắc cho đến năm 14 tuổi thì được gửi đi học tại Trường Thiếu nhi Việt Nam ở Quế Lâm, Trung Quốc. Chỉ 2 năm sau, khi Đặng Nhật Minh mới 16 tuổi và vẫn còn đang học tại Trung Quốc thì mẹ ông qua đời.
Đặng Nhật Minh được bầu làm tổng thư ký (sau này là chủ tịch hội) tại Đại hội lần thứ 3 của Hội Điện ảnh Việt Nam vào tháng 2 năm 1989, và đảm nhiệm vai trò này 2 nhiệm kỳ liên tiếp. Đến năm 1993, ông trở thành Đại biểu Quốc hội Việt Nam khóa 9 thuộc đoàn đại biểu Thanh Hóa. Với nhiều thành công trong lĩnh vực phim ảnh, Đặng Nhật Minh thường xuyên trở thành giám khảo của các kỳ Liên hoan phim Việt Nam, cũng như một số cuộc thi điện ảnh khác. Tháng 3 năm 2023, ông được mời mở đầu hội thảo quốc tế "Chính sách và giải pháp phát triển ngành công nghiệp điện ảnh tại Việt Nam và Đông Nam Á" do Hiệp hội Phát hành và phổ biến phim Việt Nam tổ chức vào chiều ngày 14 tại Hà Nội.

## Sự nghiệp điện ảnh
Trong hồi ký của mình, Đặng Nhật Minh cho biết thành viên trong gia đình ông chủ yếu làm trong ngành y hoặc giáo dục, chỉ có một người am hiểu lĩnh vực văn hóa nghệ thuật là giáo sư Nguyễn Hồng Phong – chồng của nhà phê bình văn học Nguyễn Thị Ngọc Trai, dì của Đặng Nhật Minh. Chính người dượng này đã dẫn dắt Đặng Nhật Minh vào con đường nghệ thuật và được ông xem như người thầy đầu tiên.
Bắt đầu sự nghiệp từ những năm 1960 và vẫn còn tiếp tục cho đến nay, Đặng Nhật Minh đã chứng kiến quá trình phát triển mạnh mẽ của điện ảnh Việt Nam trong thế kỷ 20. Các tác phẩm của ông cũng phản ánh nhiều biến động từ nhiều khía cạnh của việc làm phim ở Việt Nam.

### Khởi đầu
Sau 18 tháng theo học tại Liên Xô, Đặng Nhật Minh về nước và bắt đầu công việc làm phiên dịch viên tiếng Nga. Theo lời kể của đạo diễn Đặng Nhật Minh, trong những người cùng trở về từ Liên Xô với ông thì có ba người được phân công về công tác tại Bộ Văn hóa, hai người khác được giữ lại làm phiên dịch cho lãnh đạo bộ và ông thì được phân công về làm phiên dịch tại Phát hành phim Trung ương để dịch lời thoại trong các phim Liên Xô. Năm 1959, Trường Điện ảnh Việt Nam được thành lập và có sự hỗ trợ giảng dạy của một số đạo diễn đến từ Khối phía Đông. Đến năm 1962 khi các học viên khóa 1 chuẩn bị làm các bộ phim tốt nghiệp dưới sự hướng dẫn của Ajdai Ibraghimov, một đạo diễn người Azerbaijan đến từ Liên Xô, thì một phiên dịch viên của trường được cử sang Liên Xô du học. Đặng Nhật Minh được phân công đến thay vị trí phiên dịch đó. Không chỉ làm công việc phiên dịch tại trường, ông còn bắt tay dịch thuật những tác phẩm liên quan đến điện ảnh từ tiếng Nga. Từ đầu những năm 1960, Đặng Nhật Minh đã phiên dịch cuốn sách "Viết kịch bản phim truyện ngắn" của nhà văn Nga Yevgeny Gabrilovich và đăng lên nhiều kỳ của tạp chí Điện ảnh Việt Nam. Đến năm 1965, ông bắt đầu nghề đạo diễn với bộ phim tài liệu đầu tay Theo chân người địa chất. Đây vốn là một tác phẩm tốt nghiệp của một nhóm học sinh Trường Điện ảnh Việt Nam mà ông được mời làm đạo diễn.
Sau khi cha ông qua đời tại chiến trường Quảng Trị khi đang nghiên cứu thuốc chống sốt rét vào năm 1967, ông trở thành con của liệt sĩ và được Bộ Văn hóa ưu tiên cho đi học đạo diễn ở Liên Xô, nhưng ông đã từ chối vì lo lắng cho gia đình do lúc bấy giờ Việt Nam vẫn đang trong giai đoạn hai của Chiến tranh Đông Dương. Năm 1969, ông xin về Xưởng Phim truyện Việt Nam lúc bấy giờ đang đóng ở số 4 đường Thụy Khuê, Hà Nội. Năm 1970, Đặng Nhật Minh cùng đạo diễn Nguyễn Đức Hinh thực hiện bộ phim Chị Nhung dựa trên bộ truyện ngắn cùng tên của nhà văn Nguyễn Sáng. Bộ phim đã nhận được bằng khen của Hội đồng giám khảo tại Liên hoan phim Việt Nam lần thứ 2, một đề cử và một bằng khen tại Liên hoan phim quốc tế Moskva. Đây không chỉ là bộ phim truyện ngắn duy nhất về đề tài miền Nam Việt Nam được khen thưởng tại một kỳ Liên hoan phim Việt Nam mà còn là bộ phim truyện ngắn được sản xuất trong giai đoạn chiến tranh duy nhất bán được ra nước ngoài trong giai đoạn này. Năm 1974, ông được giao cho đạo diễn bộ phim truyện Những ngôi sao biển được chuyển thể từ vở kịch Người từ giã cuối cùng của tác giả Nguyễn Khắc Phụng. Mặc dù có chất liệu và ý đồ hình tượng nghệ thuật tốt, có tiềm năng trở thành một tác phẩm có bề dày và chiều sâu, nhưng bộ phim không mấy thành công bởi cốt truyện phim phát triển chậm, không có kịch tính của từng đoạn. Sau sáu tháng được đào tạo ngắn hạn tại Bulgaria, ông quay về nước và bắt đầu thực hiện bộ phim Ngày mưa cuối năm chuyển thể từ vở kịch Những người bóc đá của Hồng Phi. Bộ phim này cũng không gây được tiếng vang gì dù thời điểm đó ông là một đạo diễn có bằng cấp.

### Bước đầu thành công
Tối ngày 30 tháng 4 năm 1975, Đặng Nhật Minh cùng đoàn quay phim của Xưởng phim truyện đã có mặt tại Dinh Độc Lập. Ngay ngày hôm sau, ông cùng đoàn phim của mình bắt đầu ghi lại những hình ảnh đầu tiên cho phim tài liệu Tháng Năm – Những gương mặt. Bộ phim mô tả hai hình ảnh đối lập của Sài Gòn khi chính quyền cũ vừa sụp đổ: sự hân hoan của người dân và tàn dư của xã hội cũ. Đây là một trong những bộ phim Việt Nam ra đời sớm nhất ghi lại hình ảnh của Thành phố Hồ Chí Minh sau sự kiện 30 tháng 4 năm 1975. Tại Liên hoan phim Việt Nam lần thứ 4, bộ phim tài liệu này đã giành được giải Bông sen bạc.
Không lâu sau đó, ông tiếp tục thành công ở mảng phim tài liệu khi nhận được Bông sen bạc cho bộ phim tài liệu Nguyễn Trãi tại Liên hoan phim Việt Nam lần thứ 6 diễn ra vào năm 1983. Trong một bài phỏng vấn với báo Tổ quốc, Đặng Nhật Minh cho biết ông đã "đem hết tất cả tình cảm và trí sáng tạo bằng ngôn ngữ điện ảnh để làm bộ phim này". Lời bình được thực hiện bởi nhà văn Hoàng Phủ Ngọc Tường đã góp phần tạo nên thành công cho bộ phim. Trong ngày chiếu ra mắt, đã có nhiều nhà sử học, nhà văn hóa đến tham dự, trong đó có bác sĩ Nguyễn Khắc Viện.
Sau một thời gian thực hiện những bộ phim theo cách làm việc cũ (kịch bản sau khi được duyệt sẽ đưa về phân công cho các đạo diễn), Thị xã trong tầm tay là bộ phim đầu tiên ghi dấu ấn cá nhân của ông. Năm 1981, Đặng Nhật Minh có một truyện ngắn mang tên "Thị xã trong tầm tay" được đăng trên báo Văn nghệ. Dù truyện ngắn này không được chú ý, nhưng dịch giả Vũ Hoàng Địch (em trai nhà thơ Vũ Hoàng Chương) đã gợi ý Đặng Nhật Minh chuyển thể sang điện ảnh. Trong quá trình thực hiện, bộ phim đã được nhạc sĩ Trịnh Công Sơn viết nhạc phim dựa trên bài thơ của Hoàng Phủ Ngọc Tường.
Thị xã trong tầm tay bắt đầu khởi quay vào năm 1982 tại Lạng Sơn, lấy bối cảnh Chiến tranh biên giới Việt–Trung 1979, thể hiện sự phản bội của Trung Quốc với Việt Nam cùng với sự phản bội giữa người với người. Vai diễn nhà báo Nhật Bản trong phim là một vai diễn bất đắc dĩ của Đặng Nhật Minh khi người vốn được chọn cho vai này, một sinh viên người Nhật Bản, không thể đến địa điểm quay phim trong tình hình biên giới Việt Nam bất ổn. Khi tham gia Liên hoan phim Việt Nam năm 1983, bộ phim đã gây tranh cãi lớn giữa các giám khảo. Cuối cùng, nhờ sự quyết liệt của nhóm giám khảo gồm nhà thơ Chế Lan Viên và Hoàng Trung Thông, nhà văn Nguyễn Khải và các đạo diễn Trần Vũ, Mai Lộc, Phạm Kỳ Nam, bộ phim đã giành được Bông sen vàng năm đó. Trong cuốn hồi ký của mình, Đặng Nhật Minh có chia sẻ rằng Thị xã trong tầm tay là bộ phim giàu chất điện ảnh nhất mà ông từng làm.

### Dấu ấn quốc tế

#### Bao giờ cho đến tháng Mười
Sau khi gây tiếng vang trong nước với Thị xã trong tầm tay, ông tiếp tục ghi dấu ấn với bộ phim Bao giờ cho đến tháng Mười. Tại Liên hoan phim Việt Nam, bộ phim không chỉ giành được Bông sen vàng cho phim truyện điện ảnh mà còn giúp ông chiến thắng hạng mục Đạo diễn xuất sắc đầu tiên trong sự nghiệp điện ảnh của mình. Tuy nhiên trước đó, bộ phim đã liên tục bị kiểm duyệt 13 lần do tư duy làm phim khác biệt, trước khi được Tổng Bí thư Trường Chinh cho phép ra mắt khán giả. Đây được xem là bộ phim đầu tiên mang tính xét lại những chủ đề tranh cãi liên quan đến ký ức chiến tranh. Bằng cách miêu tả quá trình riêng tư về việc để tang người lính đã qua đời, Đặng Nhật Minh đã thách thức sự tôn trọng của nhà nước về những người chết trong chiến tranh và khôi phục ký ức về người lính đã chết trong cõi riêng của họ hàng gia đình. Mặc dù thời điểm này đã là năm 1984, gần 1 thập kỷ sau khi Chiến tranh Việt Nam kết thúc, bộ phim cũng ra đời sau nhiều bộ phim khác cùng về đề tài sự mất trong chiến tranh, nhưng đạo diễn Đặng Nhật Minh vẫn e ngại rằng những điều mình thể hiện có thể bị hiểu lệch lạc. Trong bài báo "Lời tự sự của người làm phim" đăng trên Tạp chí Điện ảnh số 2 năm 1985, ông đã dẫn lại một đoạn trích trong lời tựa của kịch bản:
| “                                                                       | Viết về những hy sinh, mất mát trong chiến tranh là một việc khó, bởi phải viết sao để không rơi vào bi quan ảm đạm, hoặc trái lại, lạc quan khí thế một cách giả tạo. Trong lúc đó những hy sinh to lớn lao là có thật. Kịch bản phim Bao giờ cho đến tháng mười được viết ra không ngoài mục đích nói tới sự thật hiển nhiên đó thêm một lần nữa, nhận rõ những giá trị thiêng liêng của đời sống mà chung ta sống hôm nay. | ” |
| — Đặng Nhật Minh, Lời tựa cuối của kịch bản Bao giờ cho đến tháng mười. | |   |

Năm 1985, Bao giờ cho đến tháng Mười được công chiếu tại Liên hoan phim quốc tế Hawaii. Nó đánh đấu lần đầu tiên một bộ phim điện ảnh Việt Nam được trình chiếu tại một liên hoan phim của Hoa Kỳ. Bộ phim mô tả lại cuộc chiến từ một góc nhìn mà hầu hết người Mỹ chưa bao giờ được nhìn thấy từ những tác phẩm của Hollywood, đưa đến cho khán giả Mỹ một định nghĩa hoàn toàn khác về phim chiến tranh họ vốn quen thuộc. Với sự thành công rực rỡ trong cả giới phê bình lẫn công chúng, bộ phim được đề cử Giải thưởng Trung tâm Đông Tây dành cho bộ phim mang lại sự thấu hiểu tốt nhất giữa các dân tộc châu Á, Thái Bình Dương, Hoa Kỳ, và nó đã giành được giải đặc biệt từ ban giám khảo. Ngoài ra, bộ phim còn nhận được bằng khen của Ủy ban Bảo vệ hòa bình tại Liên hoan phim quốc tế Moskva. Năm 2008, đài truyền hình CNN đã liệt kê Bao giờ cho đến tháng Mười vào danh sách 18 bộ phim châu Á xuất sắc nhất mọi thời đại. Cho đến nay, đây vẫn là một trong những bộ phim kinh điển của điện ảnh Việt Nam.

#### Cô gái trên sông
Năm 1987, bộ phim Cô gái trên sông của Đặng Nhật Minh được công chiếu sau hàng loạt tranh cãi gay gắt trong Đảng Cộng sản Việt Nam. Bộ phim được xây dựng với hai hình ảnh đối lập: người lính Quân đội nhân dân Việt Nam bội bạc trong khi người quân nhân của Quân lực Việt Nam Cộng hòa lại thủy chung. Đây được xem là một sự lựa chọn mạo hiểm của Đặng Nhật Minh, và nó cũng là nguyên nhân dẫn đến nhiều tin đồn thất thiệt bao gồm tin đồn bị cấm chiếu. Tại Liên hoan phim Việt Nam lần thứ 8 diễn ra ở Đà Nẵng, Cô gái trên sông vốn đã nhận đủ điểm từ ban giám khảo để nhận Bông sen vàng, nhưng tin đồn cấm chiếu khiến bộ phim chỉ nhận được Bông sen bạc. Việc này đã gây ra một làn sóng bất bình từ khán giả Đà Nẵng.
Ngược lại hoàn toàn với tin đồn, bộ phim không chỉ được công chiếu mà còn được đón nhận nồng nhiệt ở Đà Nẵng. Mặc dù không có số liệu chính thức, nhưng doanh thu của bộ phim được cho là đủ để trang trải toàn bộ kinh phí của Liên hoan phim và thậm chí vẫn còn thừa. Lần công chiếu tại Đà Nẵng trong khuôn khổ Liên hoan phim Việt Nam là lần cuối cùng bộ phim được công chiếu rộng rãi trong nước dù không có một lệnh cấm nào được ban hành. Sau đó, Cô gái trên sông đã xuất hiện tại hàng loạt liên hoan phim quốc tế và được nhiều quốc gia mua bản quyền phát hành như Đức, Hoa Kỳ, Nhật Bản và Canada. Bộ phim được xem là "một tiếng nổ đầu tiên của điện ảnh thời kỳ đổi mới". Năm 2000, nhân kỷ niệm 25 năm ngày thống nhất Việt Nam, bộ phim Cô gái trên sông đã được chiếu trên kênh truyền hình ARTE của châu Âu.

### Sau thời kỳ Đổi Mới

#### Phim tâm lý
Năm 1993, Đặng Nhật Minh xuất bản cuốn truyện ngắn Ngôi nhà xưa trên báo Văn nghệ. Vào năm 2000, bộ phim tâm lý Mùa ổi dựa trên chính tác phẩm truyện ngắn đó ra mắt khán giả tại Liên hoan phim quốc tế Locarno. Tại đây, bộ phim của ông giành được hai giải thưởng. Sau đó, nó liên tục được công chiếu tại nhiều liên hoan phim quốc tế ở nhiều quốc gia như Hà Lan, Thụy Sĩ, Na Uy, Pháp và Bỉ. Cũng như nhiều bộ phim khác, có nhiều ý kiến khen chê xung quanh tác phẩm này của Đặng Nhật Minh, riêng báo chí tiếng Pháp đã có nhiều nhận định khác nhau về bộ phim. Báo Télérama của Pháp cho rằng bộ phim có một số đoạn quay không được đều tay, "tác dụng biểu tượng đôi khi hơi nhấn mạnh, có cảm giác cảm động nhưng cũng có màn hơi ủy mị"; báo L'Humanité thì cho rằng bộ phim nên có nội dung sắc bén hơn là phải nói nhẹ đi; riêng báo Premiere nhận định tổng quát rằng sự vững vàng của kịch bản phim đã giúp người xem quên đi những khiếm khuyết này.
Dù thành công ở nước ngoài, nhưng trước đó, Mùa ổi là một trong những tác phẩm của Đặng Nhật Minh đã gặp rắc rối với sự kiểm duyệt phim trong nước khi nội dung bộ phim nói về cuộc cải cách ruộng đất tại miền Bắc Việt Nam. Các nhà kiểm duyệt phim Việt Nam bị đánh giá là nổi tiếng khắt khe với những bộ phim chứa những chủ đề nhạy cảm về chính trị. Một số ý kiến cho rằng họ đã nhẹ tay khi cho phép ông thực hiện bộ phim này. Năm 2019, Mùa ổi được Viện phim Anh phục chế lại ở định dạng HD và được chiếu miễn phí tại sự kiện "Phim như một di sản văn hoá" do Viện phim Việt Nam phối hợp thực hiện.

#### Phim được tài trợ
Nhờ thành công tại các liên hoan phim, tên tuổi của Đặng Nhật Minh đã được quốc tế biết đến. Năm 1994, ông được kênh 4 Đài truyền hình Anh tài trợ kinh phí để thực hiện bộ phim Trở về. Bộ phim phản ánh cuộc sống kinh tế thị trường của Việt Nam những năm sau Đổi Mới: xã hội phát triển nhanh chóng trên con đường hiện đại hóa, nhưng lại dần mất đi những giá trị truyền thống như bản sắc thực sự của người Việt Nam. Trở về đã giành được giải đặc biệt của Ban giám khảo tại Liên hoan phim châu Á-Thái Bình Dương năm 1994. Theo lời kể của nhà biên kịch Lê Ngọc Minh, kịch bản của Trở về và cả bộ phim Cô gái trên sông trước đó hơn nửa thập kỷ đều được thai nghén trong một chuyến công tác ở Tây Nguyên năm 1986 sau khi Đặng Nhật Minh trở về sau 1 năm tu nghiệp điện ảnh ở Pháp.
Năm 1995, Đặng Nhật Minh tiếp tục được đài truyền hình NHK của Nhật Bản tài trợ để thực hiện bộ phim Thương nhớ đồng quê, và nó cũng là bộ phim đầu tiên ông được quyền quyết định chi tiêu. Kịch bản phim vốn dựa trên truyện ngắn của nhà văn Nguyễn Huy Thiệp, đã từng được gửi đi kiểm duyệt tại Hãng phim Giải Phóng và Cục Điện ảnh nhưng bị trả lại vì có hai lý do phản đối: "kịch bản thiếu kịch tính, thiếu yếu tố để làm thành một phim truyện" và có nội dung liên quan đến công tác tổ chức của nhà nước. Tuy nhiên, kịch bản được người Nhật đánh giá cao đã đầu tư để sản xuất. Bộ phim đã xuất hiện tại hơn 60 liên hoan phim và thu về nhiều giải thưởng. Tại Liên hoan phim Việt Nam năm 1995, bộ phim mang về cho ông giải Đạo diễn xuất sắc nhất, nhưng bản thân nó lại không được bất kỳ giải Bông sen nào. Dù vậy, đây vẫn là một tác phẩm mang tính văn hóa cao và là một trong những bộ phim quan trọng trong sự nghiệp của ông.

#### Phim chiến tranh
Bộ phim Hà Nội mùa đông năm 46 là một bộ phim chiến tranh của Đặng Nhật Minh làm về Hồ Chí Minh. Bộ phim được bắt đầu bấm máy vào tháng 2 năm 1996 nhưng mãi đến tháng 3 năm 1999 mới chính thức ra mắt khán giả Việt Nam. Tuy nhiên, đây có thể xem là một số ít phim Việt Nam được công chiếu tại một liên hoan phim quốc tế trước cả khi hoàn chỉnh và được công chiếu tại Việt Nam vào năm 1999. Bộ phim được trình chiếu tại Liên hoan phim quốc tế Toronto vào tháng 12 năm 1997 và Liên hoan phim quốc tế Singapore vào tháng 4 năm 1998. Bộ phim tiếp tục mang về cho ông giải Đạo diễn xuất sắc tại Liên hoan phim Việt Nam và giải A của Hội Điện ảnh Việt Nam.
Năm 2001, đạo diễn người Úc Phillip Noyce đến Việt Nam để thực hiện bộ phim Người Mỹ trầm lặng. Vào thời điểm ra mắt, đây được xem là bộ phim nước ngoài về Việt Nam nổi tiếng nhất ở quốc gia này. Đặng Nhật Minh đã tham gia vào đoàn làm phim với vai trò đạo diễn của đội quay thứ hai. Sau khi chính thức công chiếu vào năm 2002, bộ phim đã thu về được nhiều đề cử và giải thưởng tại các lễ trao giải lớn trong đó có Oscar.
Đúng ngày 30 tháng 4 năm 2009, bộ phim Đừng đốt của ông ra mắt khán giả Hà Nội. Đặng Nhật Minh khẳng định, đây là bộ phim khiến ông hài lòng nhất từ trước đến nay. Với kịch bản dựa trên hai cuốn nhật ký của bác sĩ Đặng Thùy Trâm, bộ phim không chỉ nhận được lời khen từ quốc tế mà còn chiến thắng hàng loạt giải thưởng tại các liên hoan phim trong nước lẫn quốc tế. Ngoài chiến thắng tại cả Liên hoan phim Việt Nam và Giải Cánh diều, Đừng đốt còn vượt qua 24 bộ phim khác để giành được giải thưởng tại Liên hoan phim quốc tế Fukuoka.  Bộ phim được đánh giá là "làm say đắm cả người xem Việt Nam và Mỹ" và nỗi đau trong bộ phim có thể khiến những cựu thù thấu hiểu nhau hơn. Một năm sau, Đại sứ Việt Nam tại Hungary là Nguyễn Quốc Dũng cho chiếu Đừng đốt tại rạp phim lớn ở thủ đô Budapest thay cho việc tổ chức lễ kỷ niệm sự kiện 30 tháng 4 như hằng năm.

### Sau năm 2010
Từ khi thực hiện xong bộ phim Đừng đốt, một thời gian dài sau đó Đặng Nhật Minh đã tập trung vào viết kịch bản phim và không cho ra tác phẩm điện ảnh mới. Đến năm 2015, hãng phim Khánh An (một hãng phim tư nhân của Huế mới thành lập) mời ông thực hiện bộ phim tài liệu về họa sĩ Lê Bá Đảng, một họa sĩ Pháp gốc Việt. Ông cùng nhà quay phim đã bay sang Paris và đến thăm nhà vị họa sĩ 93 tuổi. Sau khi ghi hình tại Pháp và về nước, ông lại đến làng Bích La ở huyện Triệu Phong, tỉnh Quảng Trị để ghi lại những hình ảnh quê hương của Lê Bá Đảng. Bộ phim tài liệu ngắn 25 phút mang tên Lê Bá Đảng – Từ Bích La đến Paris được ra mắt ngay trong năm 2015. Tuy nhiên, lúc bộ phim hoàn thành cũng là lúc họa sĩ này qua đời. Sau đó, bộ phim tham gia Liên hoan Phim tài liệu quốc tế tại Hà Nội vào tháng 5 và Liên hoan Phim tài liệu tại Hàn Quốc vào tháng 6 cùng năm.
Năm 2020, Đặng Nhật Minh quay lại với việc làm phim điện ảnh khi bắt đầu khởi quay Hoa nhài. Ông gọi đây là bộ phim "tâm huyết lúc cuối đời" của mình. Bộ phim lấy bối cảnh Hà Nội này do một hãng phim nhỏ ở Huế đầu tư sản xuất. Đặng Nhật Minh cho biết, đây là lần đầu tiên ông thực hiện một bộ phim không sử dụng kinh phí nhà nước. Bộ phim đóng máy và bắt đầu làm hậu kỳ vào năm 2021. Để thực hiện được dự án phim này, ông đã phải vừa kêu gọi vốn tư nhân vừa phải bỏ vốn của mình ra. Mặc dù vậy, việc hậu kỳ đôi khi bị trì hoãn vì không đủ kinh phí. Về sau, vì sự bùng nổ của đại dịch COVID-19 mà việc hậu kỳ lẫn chuyện ra mắt bộ phim tiếp tục bị ảnh hưởng. Tháng 10 năm 2022, Hoa nhài chính thức trở thành bộ phim dài duy nhất của Việt Nam được chọn tham gia Liên hoan phim quốc tế Hà Nội. Liên hoan phim bắt đầu vào ngày 8 tháng 11 và bế mạc vào ngày 12 tháng 11 cùng năm.
Ngày 8 tháng 11, Hoa nhài được chọn làm bộ phim chiếu mở màn cho Liên hoan phim quốc tế Hà Nội lần thứ 6 với chủ đề "Điện ảnh - Nhân văn, Thích ứng và Phát triển". Từ trước ngày công chiếu, bộ phim đã nhận được nhiều sự chú ý của khác giả. Đến ngày công chiếu, khán phòng của Trung tâm Chiếu phim Quốc gia đã kín chỗ ngồi, nhiều khán giả lựa chọn ngồi ở lối đi để theo dõi. Điều này khiến cho ban tổ chức phải mở thêm một phòng chiếu khác để đáp ứng nhu cầu của khán giả. Sau khi bộ phim được công chiếu, Đặng Nhật Minh đã khẳng định một lần nữa đây sẽ là bộ phim cuối cùng của ông, bởi lý do tuổi tác và sức khỏe. Mặc dù không giành được giải thưởng chính tại liên hoan phim, nhưng Đặng Nhật Minh đã nhận được Bằng khen phim có nội dung đóng góp vào sự nghiệp xây dựng và phát triển thành phố từ Ủy ban Nhân dân thành phố Hà Nội.

## Sự nghiệp sáng tác

### Truyện ngắn và hồi ký
Bên cạnh sự nghiệp đạo diễn điện ảnh, Đặng Nhật Minh còn tham gia văn đàn và đạt được một số thành tích. Trong chuyến đi thực tế ở Đường 9 Nam Lào vào năm 1970, ông đã bắt tay vào viết truyện ngắn đầu tay mang tên "Gặp gỡ ở cửa rừng", một tác phẩm mang dấu ấn của ông và người cha đã mất, giáo sư Đặng Văn Ngữ. Sau đó, ông đã tiếp tục viết một số truyện ngắn khác như "Tin đồn" và "Chuyện người lớn". Cũng như việc làm phim, việc sáng tác của ông bao quát phạm vi tương đối phong phú từ nông thôn đến thành thị và từ chiến tranh lẫn lịch sử đến đời sống đương đại.
Trong hơn 10 truyện ngắn đã từng được xuất bản, nổi bật nhất có thể kể đến những tác phẩm đã được chính ông chuyển thể thành phim như "Thị xã trong tầm tay", "Ngôi nhà xưa" và "Trở về". Năm 1980, "Thị xã trong tầm tay" đã giành được Giải ba tại cuộc thi truyện ngắn của báo Văn nghệ. Các tác phẩm của ông được tập hợp thành những tập truyện như Nước mắt khô (1993, Nhà xuất bản Văn học), Ngôi nhà xưa (2012, Nhà xuất bản Trẻ) và Hoa nhài (2016, Nhà xuất bản Dân trí). Tập truyện Ngôi nhà xưa được xuất bản nhân dịp kỷ niệm 10 năm nhà xuất bản Trẻ đặt chi nhánh tại Hà Nội. Tập truyện vừa Hoa nhài bao gồm 3 truyện: "Hoa nhài", "Nhà điều dưỡng nước khoáng" và "Bao giờ cho đến tháng mười".
Năm 2005, quyển hồi ký mang tên Hồi ký điện ảnh được xuất bản. Ông thổ lộ rằng cuốn hồi ký này vốn chỉ viết cho người thân trong gia đình đọc, nhưng nghe theo lời khuyên của em gái là Đặng Nguyệt Ánh, ông đã đồng ý công bố rộng rãi tác phẩm này. Đến năm 2020, tác phẩm đã được tái bản lần thứ ba bởi Nhà xuất bản Văn hóa Văn nghệ thành phố Hồ Chí Minh. Không chỉ được xuất bản tại Việt Nam, hồi ký của Đặng Nhật Minh còn được dịch sang tiếng Pháp và xuất bản với tên Mémoires d'un cinéaste vietnamien (tạm dịch: Hồi ký của một nhà làm phim Việt Nam) vào năm 2017.

### Kịch bản phim
Ở mảng phim tài liệu, ngoại trừ 5 bộ phim ông là biên kịch kiêm đạo diễn, Đặng Nhật Minh còn cùng đạo diễn Đào Trọng Khánh biên soạn kịch bản cho bộ phim Hồ Chí Minh với Trung Quốc. Đây là một bộ phim dài 7 cuốn về Chủ tịch Hồ Chí Minh do nghệ sĩ Thanh An đạo diễn, giành được giải A cho phim tài liệu nhựa tại Giải thưởng Hội Điện ảnh Việt Nam 1996. Nhiều năm làm việc trong lĩnh vực điện ảnh, tham gia cả mảng viết kịch bản và đạo diễn phim, không phải bộ phim nào do Đặng Nhật Minh viết kịch bản thì đều do ông đạo diễn, và cũng không phải kịch bản nào cũng được hiện thực hóa thành một tác phẩm điện ảnh thực sự. Trong số đó, một số kịch bản được ông lấy cảm hứng từ những truyện ngắn. Một trong những tập kịch bản nổi bật nhất của ông là Bao giờ cho đến tháng Mười.
Từ sau bộ phim Mùa ổi, ông đã không cho ra mắt một tác phẩm mới trong một thời gian khá dài. Trả lời phỏng vấn của báo Người Lao Động, Đặng Nhật Minh cho biết, trong thời gian không làm phim ông đã viết ba kịch bản: Nước mắt khô, Chim én bay và Đừng đốt. Nước mắt khô là một kịch bản gần gũi với nghề nghiệp chính của ông khi nói về một cô gái đã từ giã sự nghiệp điện ảnh vì không thể khóc trong những cảnh quay giả dối. Tại cuộc thi Nâng cao chất lượng kịch bản của Cục Điện ảnh vào năm 2002, kịch bản này đã giành được giải Nhì (không có giải Nhất). Mặc dù được nhà văn Lê Thiếu Nhơn nhận định là có thể trở thành một bộ phim hay, nhưng kịch bản Nước mắt khô đã không được Hội đồng duyệt kịch bản của Cục Điện ảnh thông qua. Thêm vào đó, kịch bản Chim én bay được ông chuyển thể từ cuốn tiểu thuyết của Nguyễn Tri Huân cũng không được duyệt.
Bên cạnh hai kịch bản được chuyển thể từ "Hoa nhài" và "Nhà điều dưỡng nước khoáng", ông còn viết một kịch bản phim mang tên Huyền nhiệm. Kịch bản viết về cuộc đời của một người tri thức đi theo cách mạng dựa trên nguyên mẫu từ cha ông. Ông cho biết, để có thể làm bộ phim này thì cần nguồn kinh phí tương đối lớn và sự tài trợ của nhà nước. Tuy nhiên, kịch bản này tiếp tục không được Cục Điện ảnh đón nhận.

## Phong cách làm phim
Đặng Nhật Minh
Đặng Nhật Minh được đánh giá là một trong số hiếm những nhà điện ảnh Việt Nam tạo dựng nên phong cách riêng với những sáng tạo mạnh mẽ cùng thế giới quan độc đáo. Từ sau thành công của Thị xã trong tầm tay, Đặng Nhật Minh đã tự trung thành với một hướng đi mà ông đã xác định cho mình, đó là "chỉ làm những phim do tôi viết kịch bản, nói về những vấn đề mà tôi quan tâm, tôi rung động", đồng thời tự nhận mình là "người triệt để" với nguyên tắc này "hơn cả" các đạo diễn người Việt Nam khác. Đạo diễn Đặng Nhật Minh được xem là một trong những trường hợp đạo diễn tự viết kịch bản hiếm hoi của điện ảnh Việt Nam khi đồng thời giữ hai vai trò quan trọng đối với ra đời của hàng loạt tác phẩm điện ảnh có giá trị cao.
Đặng Nhật Minh cho biết, việc làm phim đối với ông như viết một bức thư tình, ông làm phim là để gửi đến khán giả bức thư viết về những tâm tình của mình. Ông ví khán giả như người con gái mình yêu, vì vậy tất cả những tâm tình trong bức thư phải xuất phát từ "rung động chân thành" và "cảm xúc chân thực". Đó là lý do mà ông không làm phim do ai đặt hàng mà thường chỉ tự viết kịch bản cho mình. Đối với Đặng Nhật Minh, mỗi bộ phim ông làm đều là một cách nhìn hiện thực, xuất phát từ nhân sinh quan, cách nhìn cuộc đời, sự vật của ông; tương tự như câu nói "Đạo diễn không phải là một nghề. Đạo diễn là một nhân sinh quan" của đạo diễn người Ý Federico Fellini. Nhiều nhà làm công tác nghiên cứu và phê bình điện ảnh Việt Nam thường xếp phim của Đặng Nhật Minh vào loại phim tác giả. Với cá tính nghệ thuật được bộc lộ qua từng bộ phim, Đặng Nhật Minh được xem là một trong số những gương mặt nổi bật của dòng phim này thời kỳ đầu của điện ảnh Việt Nam nói chung và điện ảnh cách mạng nói riêng.
Các tác phẩm của ông thường là tiếng nói cá nhân và những nỗi niềm của ông về đất nước, con người Việt Nam, cũng như hướng đến thân phận con người với những vấn đề khái quát mang tính số phận của dân tộc, của nhân loại – những điều này đều được đạo diễn thể hiện một cách khéo léo trong suốt cuộc đời làm phim được nhà nước tài trợ kinh phí, vốn đi cùng rất nhiều ràng buộc về mặt tư tưởng. Khi nhắc lại về những bộ phim gặp khó khăn trong việc kiểm duyệt, Đặng Nhật Minh từng nêu ra quan điểm của mình: "Sáng tác thì không bao giờ được sợ, phải luôn là chính mình, luôn trung thành với mình. Không được xu thời mà phải hướng tới cái vĩnh cửu". Phó Giáo sư Tiến sĩ Lê Thị Bích Hồng nhận định trên Tuổi Trẻ rằng phim của Đặng Nhật Minh luôn làm "nổi bật thế giới nội tâm của nhân vật" và do đó các tác phẩm của đạo diễn luôn mang đậm một "chất giọng tiểu thuyết đặc trưng". Dù trong các bộ phim ông thực hiện đều có cả nỗi mất mát lẫn đau thương, nhưng những phẩm chất tốt đẹp của con người vẫn luôn được đạo diễn khắc hoạ một cách tinh tế.

## Đánh giá
Bằng Việt, 
Trong bối cảnh Chiến tranh Lạnh, điện ảnh cũng như các hình thức nghệ thuật khác trở thành một loại vũ khí để thể hiện ý thức hệ của cả hai phía. Vì sự đối lập về lập trường cũng như ý thức hệ, rất ít nghệ sĩ Việt Nam có thể có được một sự nghiệp lừng lẫy được chế độ cộng sản hoan nghênh trong khi đồng thời trở nên dễ chịu, dễ tiếp nhận đối với khán giả phương Tây hay người Việt Nam ở nước ngoài, những người thường có xu hướng bác bỏ nghệ thuật xã hội chủ nghĩa một cách quyết liệt. Nhưng Đặng Nhật Minh đã trở thành một trong số ít đó. Những bộ phim của ông đã thách thức truyền thống làm phim cách mạng như một người phục vụ cách mạng.
Đặng Nhật Minh bắt đầu làm phim vào một thời điểm tương đối thích hợp trong lịch sử Việt Nam – giai đoạn mà tự do hóa chính trị và nghệ thuật đang dần được tiếp cận và phát triển lên đến đỉnh điểm với việc khởi động cách cải cách Đổi Mới. Sau những bộ phim tài liệu, những bộ phim điện ảnh đầu tiên của ông như Chị Nhung, Những ngôi sao biển và tác phẩm nổi tiếng nhất của ông là Bao giờ cho đến tháng Mười đều được phát hành trước cuộc cải cách năm 1986.
Trong bài báo mang tên "Shuttle Diplomacy for Vietnam Films" (tạm dịch: Ngoại giao con thoi cho phim Việt Nam) trên tờ International Herald Tribune, tác giả Joan Dupont đã nhận xét rằng: những bộ phim của Đặng Nhật Minh luôn thể hiện hình ảnh của xã hội đương đại, từ cuộc sống làng quê bị chiến tranh tàn phá trong Bao giờ cho đến tháng Mười đến hình ảnh một cô gái bị từ chối bởi người lính Việt Cộng – người từng được cô bảo vệ lúc lâm nguy – sau khi anh ta thăng quan tiến chức trong Cô gái trên sông, từ hình ảnh một giáo viên đi về phía nam rồi bị choáng ngợp bởi sự bùng nổ kinh tế trong Trở về cho đến câu chuyện về sự thức tỉnh tình dục của một thanh niên 17 tuổi trong Thương nhớ đồng quê. Cũng vì những điều này mà Đặng Nhật Minh, với tư cách người đứng đầu Hội Điện ảnh Việt Nam, khó có thể tránh khỏi những lời chỉ trích. Joan Dupont nhận định, hoàn cảnh khốc liệt mà Đặng Nhật Minh gặp phải là nguyên nhân khiến cho ông không hướng con gái mình theo ngành nghệ thuật.
Xuyên suốt nhiều bộ phim, các hình tượng nghệ thuật mà Đặng Nhật Minh dựng nên luôn gây ra nhiều tranh luận. Nghệ sĩ nhân dân Trần Thế Dân – một nhà quay phim gạo cội của điện ảnh Việt Nam – từng nói rằng ông đánh giá cao cách làm việc của Đặng Nhật Minh khi phim của đạo diễn này đã "thực sự dựng nên những hình tượng, truyền được nỗi ám ảnh đến người xem" nhưng đi kèm đó là "nhiều điểm cần phải tranh luận xung quanh các hình tượng nghệ thuật". Dù chính quyền cộng sản cố biến các sản phẩm nghệ thuật Việt Nam thành những bản điếu văn cho lòng yêu nước, tinh thần cách mạng và đoàn kết dân tộc, thì Đặng Nhật Minh luôn tìm mọi cách để đưa vào các tác phẩm của mình những cảm xúc trữ tình và sự đồng cảm. Nhà văn Hoàng Phủ Ngọc Tường từng nhận định, Đặng Nhật Minh là một người rất quyết liệt trong ý đồ nghệ thuật của mình; và đó là điều cần thiết trong điện ảnh, nơi những ý đồ sáng tạo luôn dễ bị lung lay trước những khó khăn khách quan bên ngoài.

Khi trao Giải thưởng Nikkei Châu Á lần thứ 4 vào năm 1999, báo Nihon Keizai Shimbun của Nhật Bản cũng nhận xét về Đặng Nhật Minh: "Ông tôn trọng tự do ngôn luận nghệ thuật và đã tạo ra những bộ phim xuất sắc truyền tải trái tim của châu Á ra thế giới". Trong cuốn sách Consuming Urban Culture in Contemporary Vietnam (tạm dịch: Văn hóa đô thị ở Việt Nam đương đại), tiến sĩ Lisa Drummond đã nói về Đặng Nhật Minh rằng: ông đã đưa ra cái nhìn của nhà làm phim về những biến đổi xã hội mà Việt Nam đã trải qua, dùng kỹ năng của mình để khắc họa sự thay đổi đó thông qua những trải nghiệm đời thường của nhiều đối tượng khác nhau. Nhà văn người Hà Lan Dick Gebuys xem đạo diễn Đặng Nhật Minh như là một sử gia của những mảnh đời đặc biệt vì các tác phẩm điện ảnh của ông thường nói về lịch sử, nỗi khổ của từng cá nhân và đi sâu vào thế giới nội tâm của từng nhân vật.
Hoàng Phủ Ngọc Tường, Ban Tuyên giáo Trung ương Đảng (2020, tr. 534)
Đặng Nhật Minh được đánh giá là một trong những đạo diễn nổi tiếng và có ảnh hưởng nhất ở Việt Nam. Khi nhắc đến ông, báo chí Việt Nam thường dùng những cụm từ như "tài năng hàng đầu", "gương mặt hàng đầu" hay "đạo diễn hàng đầu" của điện ảnh Việt Nam. Không chỉ riêng việc làm phim, ông được xem là một số ít đạo diễn Việt Nam có khả năng văn chương để tự viết nên những kịch bản xuất sắc như Thị xã trong tầm tay, Bao giờ cho đến tháng Mười. Đặng Nhật Minh còn nhận được sự đánh giá cao từ nhiều đạo diễn, nhà nghiên cứu điện ảnh trong nước và quốc tế. Trong một bài nghiên cứu của mình, tác giả John Charlot đã gọi Đặng Nhật Minh là một "thiên tài điện ảnh đích thực" của Việt Nam. Đặng Nhật Minh được xem là một trong những nhà làm phim Việt Nam nổi tiếng nhất ở quốc tế, khi tên tuổi của ông được biết đến không chỉ ở châu Á mà còn cả ở châu Âu và Mỹ.

## Tác phẩm

### Phim tài liệu
| Năm  | Tên phim                          | Đạo diễn | Biên kịch | Quay phim                         | Ghi chú   | Nguồn           |
| ---- | --------------------------------- | -------- | --------- | --------------------------------- | --------- | --------------- |
| 1965 | Theo chân người địa chất          | Có       | Có        | Học sinh trường Điện ảnh Việt Nam |           | [ 156 ] [ 13 ]  |
| 1967 | Hà Bắc quê hương                  | Có       | Có        | Nguyễn Hữu Tuấn                   |           | [ 157 ] [ 158 ] |
| 1975 | Tháng Năm – Những gương mặt       | Có       | Có        | Dương Đình Bá, Thẩm Võ Hoàng      |           | [ 159 ] [ 160 ] |
| 1980 | Nguyễn Trãi                       | Có       | Có        | Nguyễn Quang Tuấn                 |           | [ 161 ] [ 162 ] |
| 1996 | Hồ Chí Minh với Trung Quốc        | Không    | Có        | Thanh An, Đào Trọng Khánh         |           | [ 119 ]         |
| 2015 | Lê Bá Đảng – Từ Bích La đến Paris | Có       | Có        |                                   | Phim ngắn | [ 98 ] [ 99 ]   |

### Phim điện ảnh
| Năm  | Tên phim                   | Đạo diễn | Biên kịch | Ghi chú                                           | Nguồn           |
| ---- | -------------------------- | -------- | --------- | ------------------------------------------------- | --------------- |
| 1970 | Chị Nhung                  | Có       | Không     | Đồng đạo diễn với Nguyễn Đức Hinh.                | [ 36 ] [ 163 ]  |
| 1974 | Những ngôi sao biển        | Có       | Có        | Còn có tên Ngôi sao trên biển.                    | [ 166 ] [ 167 ] |
| 1978 | Ngày mưa cuối năm          | Có       | Có        | Đồng biên kịch với Phạm Ngọc Lan.                 | [ 168 ] [ 169 ] |
| 1983 | Thị xã trong tầm tay       | Có       | Có        |                                                   | [ 170 ] [ 171 ] |
| 1985 | Bao giờ cho đến tháng Mười | Có       | Có        |                                                   | [ 172 ] [ 173 ] |
| 1987 | Cô gái trên sông           | Có       | Có        |                                                   | [ 174 ] [ 175 ] |
| 1989 | Chỉ một người còn sống     | Có       | Không     | Phim video 2 tập, đồng đạo diễn với Nguyễn Quang. | [ 176 ] [ 177 ] |
| 1994 | Trở về                     | Có       | Có        |                                                   | [ 178 ] [ 179 ] |
| 1995 | Thương nhớ đồng quê        | Có       | Có        | Do NHK và HodaFilm hợp tác sản xuất.              | [ 180 ] [ 181 ] |
| 1997 | Hà Nội mùa đông năm 46     | Có       | Có        | Đồng biên kịch với Hoàng Nhuận Cầm.               | [ 182 ] [ 183 ] |
| 2001 | Mùa ổi                     | Có       | Có        |                                                   | [ 184 ] [ 185 ] |
| 2002 | Người Mỹ trầm lặng         | Có       | Không     | Đạo diễn đội quay thứ 2.                          | [ 92 ] [ 93 ]   |
| 2009 | Đừng đốt                   | Có       | Có        |                                                   | [ 186 ] [ 187 ] |
| 2022 | Hoa nhài                   | Có       | Có        |                                                   | [ 100 ] [ 188 ] |

## Vinh danh

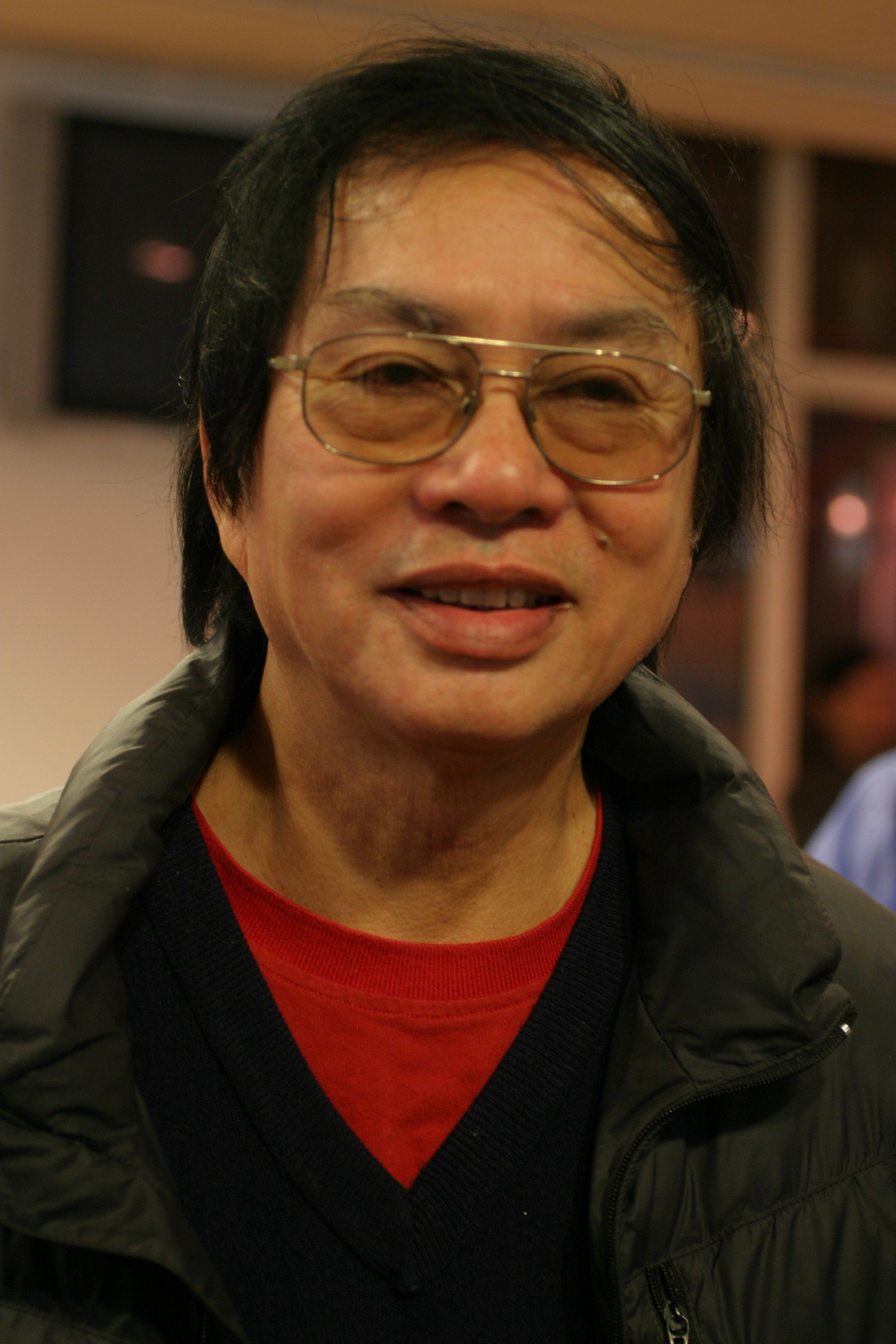
Đặng Nhật Minh vào năm 2007

Đặng Nhật Minh được nhà nước Việt Nam phong tặng danh hiệu Nghệ sĩ ưu tú vào năm 1988, Nghệ sĩ nhân dân vào năm 1993, và trao tặng Huân chương Lao động hạng Nhất vào năm 1998. Ngoài ra, ông còn nhận được Huân chương Kháng chiến chống Mỹ hạng Nhì và Huân chương Độc lập hạng Ba. Đến năm 1999, ông đã nhận được giải thưởng Nikkei ở hạng mục văn hóa vì những đóng góp cho điện ảnh châu Á. Tại Hàn Quốc, ông đã 2 lần được vinh danh khi nhận được "Giải thành tựu trọn đời vì những cống hiến xuất sắc cho điện ảnh châu Á" và Giải thưởng Điện ảnh Hòa bình Kim Daejung tại Liên hoan phim quốc tế Gwangju vào năm 2005 và 2013. Ông cũng trở thành đạo diễn điện ảnh Việt Nam đầu tiên giành được Giải thành tựu trọn đời tại một liên hoan phim nước ngoài.
Năm 2007, ông được nhà nước Việt Nam trao tặng Giải thưởng Hồ Chí Minh chuyên ngành điện ảnh cho các tác phẩm: Thị xã trong tầm tay, Bao giờ cho đến tháng Mười, Hà Nội mùa đông năm 46 và Mùa ổi. Trước đó, năm 1996, cha ông cũng được truy tặng Giải thưởng này trong lĩnh vực Y học. Năm 2010, ông trở thành đạo diễn Việt Nam đầu tiên được Viện Hàn lâm Khoa học và Nghệ thuật Điện ảnh của Hoa Kỳ vinh danh vì những cống hiến cho sự nghiệp điện ảnh. Viện Hàn lâm Khoa học và Nghệ thuật Điện ảnh đã tổ chức một lễ tôn vinh sự cống hiến của Đặng Nhật Minh vào tháng 11 cùng năm. Và đến năm 2016, ông đã được trao giải Kỳ lân danh dự (Licorne d'Or) cho toàn bộ sự nghiệp điện ảnh tại Liên hoan phim quốc tế Amiens.
Cũng trong năm 2016, Đặng Nhật Minh là 1 trong 9 "Công dân Thủ đô ưu tú" được Thành ủy Hà Nội vinh danh. Ông cho biết, dù đã nhận được nhiều giải thưởng và danh hiệu, nhưng việc trở thành một công dân ưu tú của thủ đô là lần hạnh phúc và cảm động nhất. Ngày 12 tháng 8 năm 2017, một buổi đối thoại với chủ đề Phim Đặng Nhật Minh qua góc nhìn của người nước ngoài đã diễn ra tại Hà Nội. Sau khi chương trình được mở đầu bằng việc chiếu lại bộ phim Trở về, Đặng Nhật Minh đã có một buổi trao đổi với Dick Gebuys – một nhà thơ, nhà văn, nhà soạn kịch người Hà Lan, người đã từng thực hiện chương trình giới thiệu phim của Đặng Nhật Minh tại Hà Lan. Năm 2019, cũng chính nhà văn này đã hoàn thành cuốn sách tiếng Anh đầu tiên viết về Đặng Nhật Minh, lấy cảm hứng từ các bộ phim tiêu biểu của ông. Cuốn sách mang tên Nostalgia for the Countryside (tạm dịch: Hoài vọng đồng quê) được khởi thảo từ năm 2015 và chính thức được giới thiệu tại Việt Nam vào ngày 7 tháng 2 năm 2023.
Ngày 31 tháng 3 năm 2022, tại Đại sứ quán Pháp ở Hà Nội, Đặng Nhật Minh được Đại sứ Đặc mệnh toàn quyền Nicolas Warnery đại diện Bộ Văn hóa Pháp trao tặng Huân chương Hiệp sĩ Nghệ thuật và Văn học, ghi nhận những đóng góp của ông trong việc góp phần làm tăng cường sự hiểu biết văn hóa giữa hai nước Việt Nam – Pháp. Đại sứ Nicolas Warnery khẳng định rằng, nước Pháp ghi nhận những đóng góp của Đặng Nhật Minh không chỉ ở những tác phẩm nhân văn của ông được công chiếu tại Pháp, những bộ phim hợp tác như Mùa ổi hay sự liên kết điện ảnh giữa hai nước trong thời kỳ ông làm tổng thư ký của Hội Điện ảnh, mà còn cả thời gian ông đã hỗ trợ phiên dịch cho các đoàn làm phim Pháp sang Việt Nam.
Ngày 5 tháng 10 năm 2023, Đặng Nhật Minh được trao tặng giải thưởng Lớn nằm trong chuỗi Giải thưởng Bùi Xuân Phái – Vì tình yêu Hà Nội lần thứ 16 vì "đã cống hiến cho Hà Nội những tác phẩm văn học, điện ảnh xuất sắc". Ngày 2 tháng 7 năm 2024, Đặng Nhật Minh được vinh danh tại Liên hoan phim châu Á Đà Nẵng lần thứ hai và nhận giải thưởng "Thành tựu điện ảnh".

### Danh sách giải thưởng và đề cử
| Năm                               | Lễ trao giải                              | Hạng mục/Giải thưởng                  | Tác phẩm                   | Kết quả                 | Nguồn                   |
| Liên hoan phim Việt Nam           | Liên hoan phim Việt Nam                   | Liên hoan phim Việt Nam               | Liên hoan phim Việt Nam    | Liên hoan phim Việt Nam | Liên hoan phim Việt Nam |
| --------------------------------- | ----------------------------------------- | ------------------------------------- | -------------------------- | ----------------------- | ----------------------- |
| 1973                              | Liên hoan phim Việt Nam lần thứ 2         | Phim truyện điện ảnh                  | Chị Nhung                  | Bằng khen               | [ 211 ] [ 37 ]          |
| 1977                              | Liên hoan phim Việt Nam lần thứ 4         | Phim tài liệu                         | Tháng 5 – Những gương mặt  | Bông sen bạc            | [ 212 ] [ 213 ]         |
| 1983                              | Liên hoan phim Việt Nam lần thứ 6         | Phim tài liệu                         | Nguyễn Trãi                | Bông sen bạc            | [ 161 ] [ 214 ]         |
| 1983                              | Liên hoan phim Việt Nam lần thứ 6         | Phim truyện điện ảnh                  | Thị xã trong tầm tay       | Bông sen vàng           | [ 215 ] [ 216 ]         |
| 1983                              | Liên hoan phim Việt Nam lần thứ 6         | Biên kịch xuất sắc                    | Thị xã trong tầm tay       | Đoạt giải               | [ 3 ]                   |
| 1985                              | Liên hoan phim Việt Nam lần thứ 7         | Phim truyện điện ảnh                  | Bao giờ cho đến tháng Mười | Bông sen vàng           | [ 217 ] [ 218 ]         |
| 1985                              | Liên hoan phim Việt Nam lần thứ 7         | Đạo diễn xuất sắc                     | Bao giờ cho đến tháng Mười | Đoạt giải               | [ 219 ]                 |
| 1987                              | Liên hoan phim Việt Nam lần thứ 8         | Phim truyện điện ảnh                  | Cô gái trên sông           | Bông sen bạc            | [ 220 ]                 |
| 1996                              | Liên hoan phim Việt Nam lần thứ 11        | Đạo diễn xuất sắc                     | Thương nhớ đồng quê        | Đoạt giải               | [ 221 ] [ 222 ]         |
| 1996                              | Liên hoan phim Việt Nam lần thứ 11        | Phim tài liệu                         | Hồ Chí Minh với Trung Quốc | Bông sen vàng           | [ 223 ]                 |
| 1999                              | Liên hoan phim Việt Nam lần thứ 12        | Phim truyện điện ảnh                  | Hà Nội mùa đông năm 46     | Bông sen bạc            | [ 224 ]                 |
| 1999                              | Liên hoan phim Việt Nam lần thứ 12        | Đạo diễn xuất sắc                     | Hà Nội mùa đông năm 46     | Đoạt giải               | [ 90 ]                  |
| 2001                              | Liên hoan phim Việt Nam lần thứ 13        | Phim truyện điện ảnh                  | Mùa ổi                     | Bông sen vàng           | [ 225 ]                 |
| 2009                              | Liên hoan phim Việt Nam lần thứ 16        | Phim truyện điện ảnh                  | Đừng đốt                   | Bông sen vàng           | [ 226 ] [ 227 ]         |
| 2009                              | Liên hoan phim Việt Nam lần thứ 16        | Biên kịch xuất sắc                    | Đừng đốt                   | Đoạt giải               | [ 228 ]                 |
| Giải thưởng Hội Điện ảnh Việt Nam |                                           |                                       |                            |                         |                         |
| 1995                              | Giải thưởng Hội Điện ảnh Việt Nam 1994    | Phim truyện nhựa                      | Trở về                     | Giải B                  | [ 229 ] [ 230 ]         |
| 1996                              | Giải thưởng Hội Điện ảnh Việt Nam 1995    | Phim truyện nhựa                      | Thương nhớ đồng quê        | Giải A                  | [ 231 ] [ 232 ]         |
| 1997                              | Giải thưởng Hội Điện ảnh Việt Nam 1996    | Phim tài liệu nhựa                    | Hồ Chí Minh với Trung Quốc | Giải A                  | [ 119 ] [ 233 ]         |
| 1998                              | Giải thưởng Hội Điện ảnh Việt Nam 1997    | Phim truyện nhựa                      | Hà Nội mùa đông năm 46     | Giải A                  | [ 91 ] [ 234 ]          |
| 2001                              | Giải thưởng Hội Điện ảnh Việt Nam 2000    | Phim truyện nhựa                      | Mùa ổi                     | Giải A                  | [ 235 ] [ 236 ]         |
| Giải Cánh diều                    |                                           |                                       |                            |                         |                         |
| 2010                              | Giải thưởng Cánh diều 2009                | Phim truyện điện ảnh                  | Đừng đốt                   | Cánh diều vàng          | [ 237 ]                 |
| 2010                              | Giải thưởng Cánh diều 2009                | Đạo diễn xuất sắc                     | Đừng đốt                   | Đoạt giải               | [ 46 ] [ 238 ]          |
| Liên hoan phim quốc tế            |                                           |                                       |                            |                         |                         |
| 1971                              | Liên hoan phim quốc tế Moskva lần thứ 7   | Giải thưởng chính                     | Chị Nhung                  | Đề cử                   | [ 239 ]                 |
| 1971                              | Liên hoan phim quốc tế Moskva lần thứ 7   | Giải của Hội Liên hiệp phụ nữ Liên Xô | Chị Nhung                  | Bằng khen               | [ 211 ] [ 240 ]         |
| 1973                              | Liên hoan Thanh niên Thế giới             |                                       | Chị Nhung                  | Bằng khen               | [ 211 ] [ 240 ]         |
| 1985                              | Liên hoan phim quốc tế Moskva lần thứ 14  | Giải thưởng chính                     | Bao giờ cho đến tháng Mười | Đề cử                   | [ 241 ]                 |
| 1985                              | Liên hoan phim quốc tế Moskva lần thứ 14  | Giải của Ủy ban Bảo vệ hòa bình       | Bao giờ cho đến tháng Mười | Đoạt giải               | [ 57 ]                  |
| 1985                              | Liên hoan phim ba châu lục                | Giải Khí cầu đốt lửa vàng             | Bao giờ cho đến tháng Mười | Đề cử                   | [ 242 ]                 |
| 1985                              | Liên hoan phim quốc tế Hawaii             | Giải của ban giám khảo                | Bao giờ cho đến tháng Mười | Giải đặc biệt           | [ 243 ] [ 244 ]         |
| 1989                              | Liên hoan phim châu Á-Thái Bình Dương     | Giải của ban giám khảo                | Bao giờ cho đến tháng Mười | Giải đặc biệt           | [ 245 ]                 |
| 1994                              | Liên hoan phim châu Á-Thái Bình Dương     | Giải của ban giám khảo                | Trở về                     | Giải đặc biệt           | [ 246 ]                 |
| 1995                              | Liên hoan phim châu Á-Thái Bình Dương     | Giải Kodak                            | Thương nhớ đồng quê        | Đoạt giải               | [ 247 ]                 |
| 1996                              | Liên hoan phim quốc tế Namur              | Giải ACCT Promotional                 | Thương nhớ đồng quê        | Đoạt giải               | [ 248 ]                 |
| 1996                              | Liên hoan phim quốc tế Rotterdam          | Giải NETPAC                           | Thương nhớ đồng quê        | Đoạt giải               | [ 83 ]                  |
| 1996                              | Liên hoan phim ba châu lục                | Giải Khí cầu đốt lửa vàng             | Thương nhớ đồng quê        | Đề cử                   | [ 83 ]                  |
| 1996                              | Liên hoan phim ba châu lục                | Giải khán giả                         | Thương nhớ đồng quê        | Đoạt giải               | [ 83 ]                  |
| 1997                              | Liên hoan phim quốc tế Fribourg           | Giải khán giả                         | Thương nhớ đồng quê        | Đoạt giải               | [ 83 ]                  |
| 1997                              | Liên hoan phim quốc tế Vesoul             | Giải khán giả                         | Thương nhớ đồng quê        | Đoạt giải               | [ 249 ]                 |
| 2000                              | Liên hoan phim quốc tế Locarno            | Giải Báo vàng                         | Mùa ổi                     | Đề cử                   | [ 250 ] [ 251 ]         |
| 2000                              | Liên hoan phim quốc tế Locarno            | Giải của ban giám khảo trẻ            | Mùa ổi                     | Giải Nhì                | [ 73 ] [ 252 ]          |
| 2000                              | Liên hoan phim quốc tế Locarno            | Giải Donkihote                        | Mùa ổi                     | Đoạt giải               | [ 73 ] [ 252 ]          |
| 2000                              | Liên hoan phim quốc tế Namur              | Bằng khen đặc biệt                    | Mùa ổi                     | Đoạt giải               | [ 253 ]                 |
| 2001                              | Liên hoan phim quốc tế Singapore          | Phim châu Á hay nhất                  | Mùa ổi                     | Đề cử                   | [ 254 ]                 |
| 2001                              | Liên hoan phim quốc tế Rotterdam          | Giải NETPAC                           | Mùa ổi                     | Đoạt giải               | [ 255 ]                 |
| 2001                              | Liên hoan phim quốc tế Oslo (Na Uy)       | Hiệp hội phê bình phim quốc tế        | Mùa ổi                     | Giải đặc biệt           | [ 73 ]                  |
| 2009                              | Liên hoan phim quốc tế Fukuoka (Nhật Bản) | Phim hay nhất do khán giả bình chọn   | Đừng đốt                   | Đoạt giải               | [ 256 ]                 |
| 2022                              | Liên hoan phim quốc tế Hà Nội lần thứ 6   | Phim dài xuất sắc nhất                | Hoa nhài                   | Đề cử                   | [ 257 ]                 |

## Gia đình
Đặng Nhật Minh kết hôn với Nguyễn Phương Nghi, một nhạc công piano, con gái của luật sư Nguyễn Quế. Gia đình bà Phương Nghi trong đó có anh trai Nguyễn Hoán đã trở thành một trong những hình mẫu cho bộ phim Mùa ổi của chính Đặng Nhật Minh. Khi giáo sư Đặng Văn Ngữ qua đời vào năm 1967 thì Đặng Nhật Minh cùng vợ đã có một người con trai đầu lòng tên Nhật Tân. Cả Phương Nghi và Nhật Tân đều được nhắc đến trong bức thư cuối cùng mà Đặng Văn Ngữ gửi cho con trai. Đặng Nhật Minh còn có một người con gái là Đặng Phương Lan, một bác sĩ chuyên khoa tai – mũi – họng. Bà kết hôn với kỹ sư Đinh Xuân Thọ – con trai của Nhà giáo Nhân dân Đinh Xuân Lâm – và sinh sống cùng chồng tại Budapest, Hungary.